# Sint-Cyriacuskerk (Budingen)

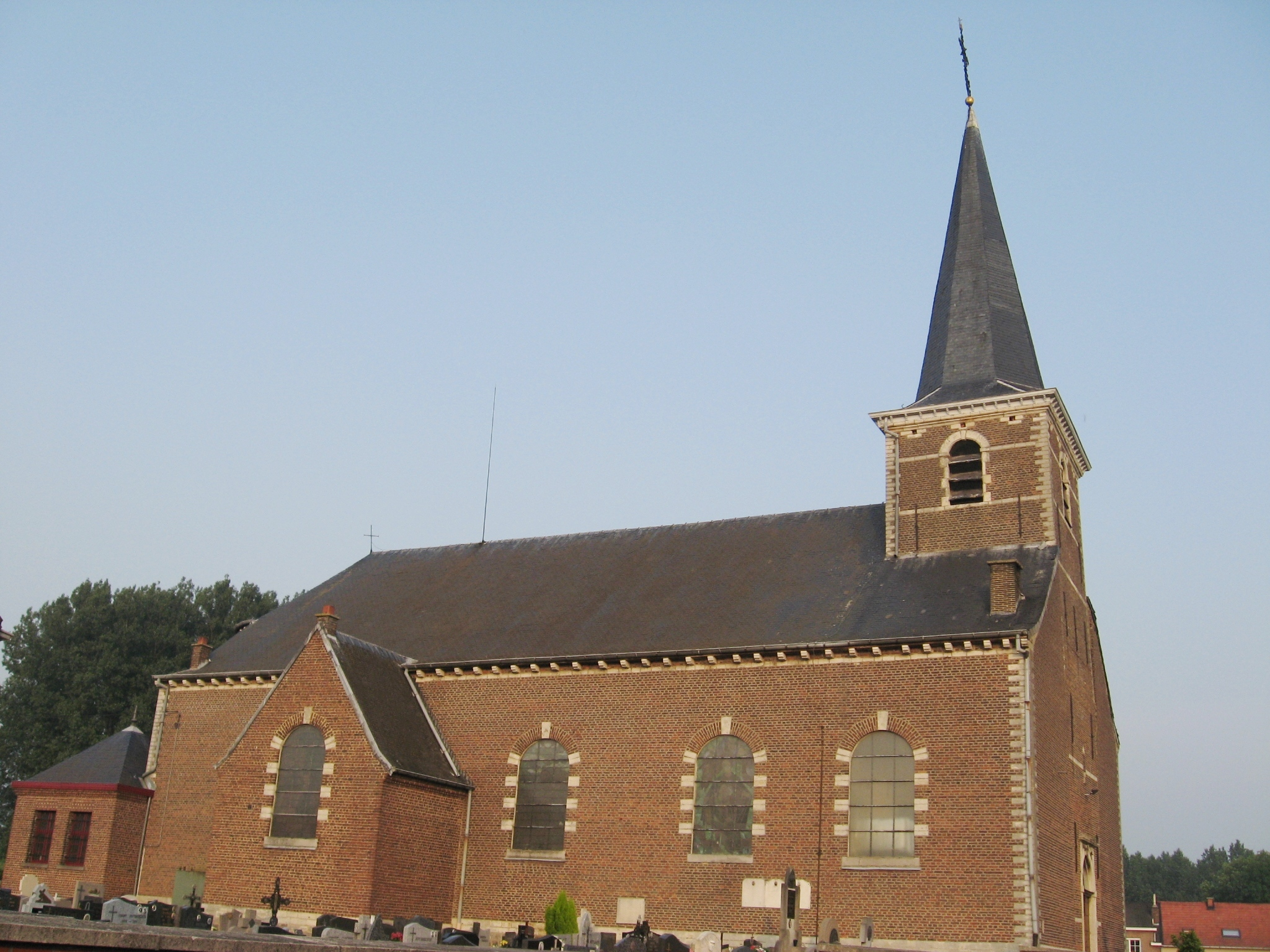
Sint-Cyriacuskerk

De Sint-Cyriacuskerk is de parochiekerk van de tot de Vlaams-Brabantse gemeente Zoutleeuw behorende plaats Budingen, gelegen aan de Pastorijstraat 7.
Het betreft een classicistisch bouwwerk, ontworpen door Jean-François Wincqz en gebouwd in 1788. De kerk is gebouwd in baksteen met zandstenen sierelementen. De onderbouw van de ingebouwde westtoren dateert van begin 18e eeuw en bevat onder meer ijzerzandsteen.
De kerk bezit een 17e-eeuws barokaltaar met een altaarstuk: Visioen van Sint-Bernardus. Er zijn enkele heiligenbeelden uit de 16e tot de 18e eeuw. Het doopvont is van 1777.